# Anna Maria Lubomirska
Anna Maria Lubomirska z domu Anna Maria Hadik de Futak (ur. ok. 1743, zm. 18 lipca 1803 w Tarnowie) – dama dworu króla Stanisława Augusta Poniatowskiego, dama Orderu Krzyża Gwiaździstego
Była córką austriackiego feldmarszałka hrabiego Andreasa Hadika oraz Marii Teresy Lichnowsky. W czasie, gdy ojciec był komendantem twierdzy w Budzie, poznała odsiadującego tam wyrok 15 lat więzienia Jerzego Marcina Lubomirskiego i zakochana postanowiła wyjść za niego za mąż. Ojciec po sprawdzeniu sytuacji majątkowej więźnia rozpoczął starania o jego ułaskawienie, zakończone sukcesem. 5 czerwca 1765 w Hermannstadt odbył się ślub młodej pary. W 1770 na świat przyszła córka Łucja Franciszka. Małżeństwo zakończyło się rozwodem w 1776, po rozwodzie księżna została w Warszawie gdzie szybko trafiła na dwór królewski. 
Około 1778 została kochanką króla. Według biografów króla miała go oczarować nietuzinkowa urodą, była blondynką o szafirowych oczach. Ze związku z królem miał na świat przyjść ułomny syn, którego król nie bardzo chciał uznać, o ojcostwo posądzano również królewskiego adiutanta Tadeusza Kozłowskiego. W dokumentach i listach syna księżnej określano posługując się nazwiskiem Kaprowicz vel Kapryński. Lubomirska otrzymywała od króla listy i sporą pomoc finansową. Sprawami finansowymi Lubomirskiej kierował z polecenia króla jego sekretarz Piotr Maurycy Glayre, co było o tyle trudne, że Lubomirska nie znała języka polskiego. Po serii procesów z córką Franciszką Łucją Tyszkiewiczową o sprawy majątkowe Lubomirska opuściła Warszawę, udając się do Galicji. 
Tarnowskim historykom dzięki analizie ksiąg metrykalnych katedry tarnowskiej udało się ustalić, że księżna ostatnie lata życia spędziła w Tarnowie, gdzie zamieszkała w kamienicy przy Placu Katedralnym 3. W akcie zgonu zapisano: „żyła 54 lata”. Została pochowana na Starym Cmentarzu w Tarnowie w pasie 1.